# Anni Kronbichler
Anni Kronbichler (ur. 22 marca 1963 w Walchsee) – austriacka narciarka alpejska.

## Kariera
W zawodach Pucharu Świata zadebiutowała w sezonie 1979/1980. Pierwsze punkty wywalczyła 8 marca 1980 roku w Wysokich Tatrach, gdzie zajęła dwunaste miejsce w slalomie. Na podium zawodów tego cyklu pierwszy raz stanęła 21 grudnia 1981 roku w St. Gervais, kończąc rywalizację w slalomie na drugiej pozycji. W zawodach tych rozdzieliła Szwajcarkę Erikę Hess i Ursulę Konzett z Liechtensteinu. W kolejnych startach jeszcze sześć razy stawała na podium, za każdym razem w slalomie: 22 stycznia 1982 roku w Lenggries była druga, 16 stycznia 1983 roku w Schruns zwyciężyła, 9 lutego 1983 roku w Mariborze była trzecia, 22 stycznia 1984 roku w Verbier wygrała, 16 marca 1985 roku w Waterville Valley ponownie była trzecia, a 12 stycznia 1986 roku odniosła kolejne zwycięstwo. W sezonie 1982/1983 zajęła jedenaste miejsce w klasyfikacji generalnej, a w klasyfikacji slalomu była szósta.
Wystartowała na igrzyskach olimpijskich w Sarajewie w 1984 roku, gdzie zajęła ósme miejsce w slalomie i dwunaste miejsce w gigancie. Była też między innymi czwarta w slalomie podczas mistrzostw świata w Bormio w 1985 roku. Walkę o podium przegrała tam z Włoszką Paolettą Magoni o 0,20 sekundy.

## Osiągnięcia

### Igrzyska olimpijskie
| Miejsce | Dzień     | Rok  | Miejscowość | Konkurencja | Czas biegu | Strata | Zwyciężczyni     |
| ------- | --------- | ---- | ----------- | ----------- | ---------- | ------ | ---------------- |
| 14.     | 13 lutego | 1984 | Sarajewo    | Gigant      | 2:20,98    | +3,19  | Debbie Armstrong |
| 8.      | 13 lutego | 1984 | Sarajewo    | Slalom      | 1:36,47    | +1,58  | Paoletta Magoni  |

### Mistrzostwa świata
| Miejsce | Dzień       | Rok  | Miejscowość | Konkurencja | Czas biegu | Strata     | Zwyciężczyni  |
| ------- | ----------- | ---- | ----------- | ----------- | ---------- | ---------- | ------------- |
| 6.      | 31 stycznia | 1982 | Schladming  | Kombinacja  | 8,99 pkt   | +27,76 pkt | Erika Hess    |
| DNF2    | 2 lutego    | 1982 | Schladming  | Gigant      | 2:37,17    | -          | Erika Hess    |
| 18.     | 6 lutego    | 1982 | Schladming  | Slalom      | 1:41,60    | +5,70      | Erika Hess    |
| 4.      | 9 lutego    | 1985 | Bormio      | Slalom      | 1:29,58    | +0,60      | Perrine Pelen |

### Puchar Świata

#### Miejsca w klasyfikacji generalnej
- sezon 1979/1980: 64.
- sezon 1980/1981: 56.
- sezon 1981/1982: 22.
- sezon 1982/1983: 11.
- sezon 1983/1984: 27.
- sezon 1984/1985: 36.
- sezon 1985/1986: 36.
- sezon 1987/1988: 54.

### Miejsca na podium
1. St. Gervais – 21 grudnia 1981 (slalom) – 2. miejsce
2. Lenggries – 22 stycznia 1982 (slalom) – 2. miejsce
3. Schruns – 16 stycznia 1983 (slalom) – 1. miejsce
4. Maribor – 9 lutego 1983 (slalom) – 3. miejsce
5. Verbier – 22 stycznia 1984 (slalom) – 1. miejsce
6. Waterville Valley – 16 marca 1985 (slalom) – 3. miejsce
7. Bad Gastein – 12 stycznia 1986 (slalom) – 1. miejsce